# Kredithai
Unter Kredithai (englisch loan shark, shylock, gombeen-man) versteht man in der Wirtschaft umgangssprachlich Wirtschaftssubjekte, die bonitätsschwachen Schuldnern Kredite zu besonders nachteiligen Kreditbedingungen anbieten und insbesondere Wucherzinsen verlangen.

## Allgemeines
Als Wirtschaftssubjekte, die als Kredithai fungieren, kommen natürliche oder juristische Personen in Frage. Oftmals stellen Kredithaie eine Substitution für das Kreditgeschäft der Kreditinstitute dar, die aus Bonitätsgründen bestimmten Schuldnern keine Kredite (mehr) gewähren wollen oder Kredithaie nutzen die Schwellenangst eines Bankkunden aus, bei Banken einen Kreditantrag stellen zu müssen. Das in der mangelnden Bonität zum Ausdruck kommende überhöhte Kreditrisiko nutzen Kredithaie dazu aus, insbesondere überhöhte Kreditzinsen zu verlangen, die die Schwelle zum Zinswucher überschreiten. Diese Schwelle zum Wucherzins ist jedoch eine Zinsschranke, bei deren Überschreiten die Rechtsprechung den Kreditvertrag mit einem Kredithai als sittenwidrig und damit nichtig einstuft.

## Etymologie

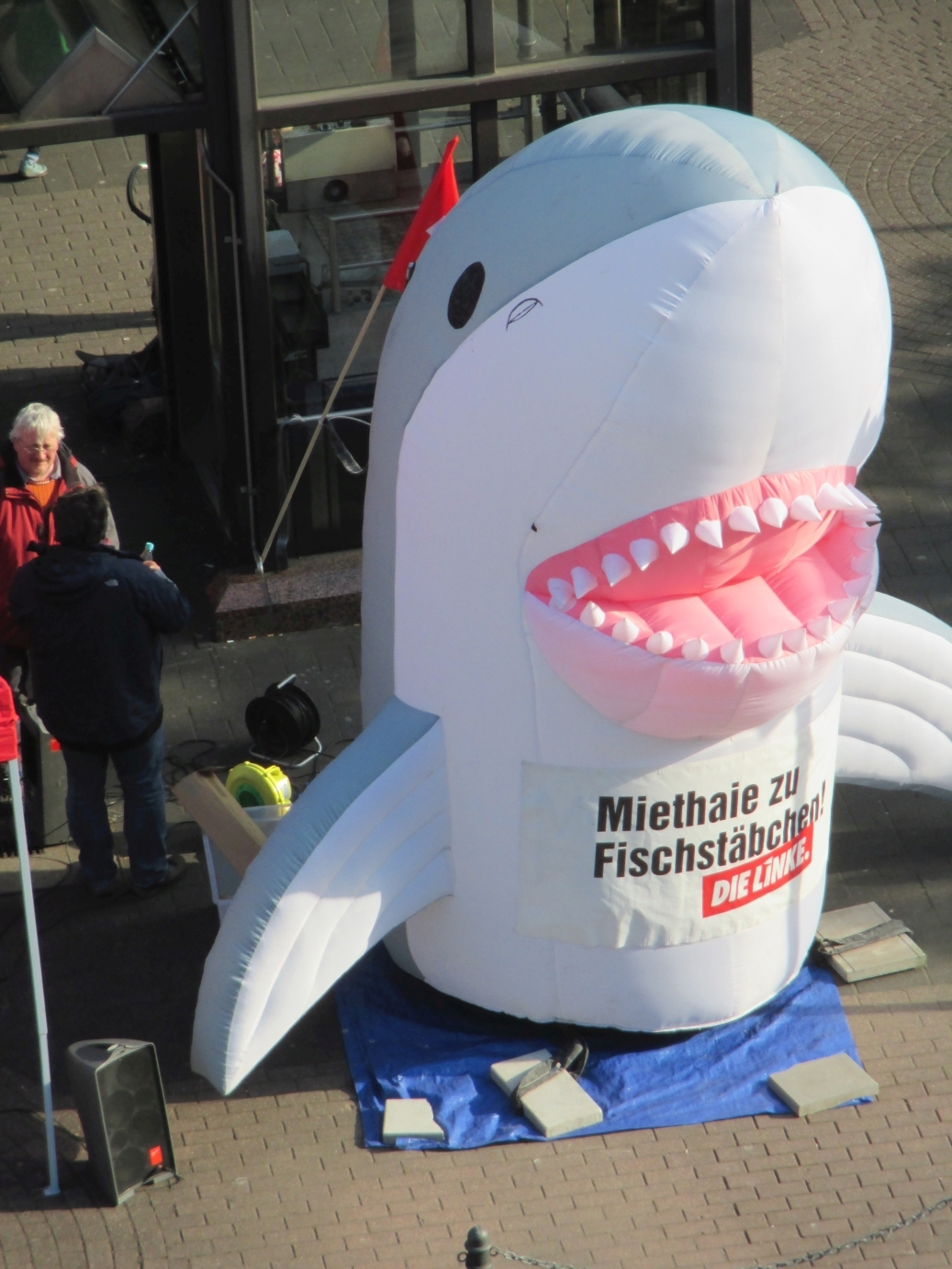
Aktion der Partei Die Linke mit Slogan „Miethaie zu Fischstäbchen“, Anspielung auf das Zitat „Schwerter zu Pflugscharen“ (2017)

„Kredithai“ ist eine Lehnübersetzung von Englisch "loan shark" (wörtlich "Kreditschurke"), welche "shark" nicht als Bezeichnung für einen Zinsnehmer bzw. Wucherer als "Schurke" übersetzt, sondern als Eigennamen der wahrscheinlich von dieser Bedeutung abgeleiteten Fischart.
"Kredithai" ist eine umgangssprachliche Metapher für einen unseriösen Kreditgeber, der außerhalb des staatlich überwachten Finanzwesens auftritt. Das Wort ist eine Komposition aus „Kredit“ und „Hai“. Das Grundwort „Hai“ bezeichnet einen im Meer lebenden Raubfisch, der als besonders angriffslustig und gefährlich gilt. In Verbindungen wie Börsenhai, Finanzhai, Kredithai oder Miethai liegen Bildungen mit dem Suffixoid „-hai“ vor, das Personen bezeichnet, die sich rücksichtslos und skrupellos bereichern. In dieser metaphorischen Verwendung des Suffixoids „-hai“ findet sich eine semantische Komponente der freien Form „Hai“ in modifizierter Weise wieder, nämlich die typische Eigenschaft der Raubtiere, sich ausschließlich von ihrem Instinkt leiten zu lassen, um ihr eigenes Überleben zu sichern. Auf Menschen übertragen bewirkt diese Eigenschaft eine deutlich negative Konnotation.

## Geschichte
William Shakespeare lässt einen jüdischen Kredithai namens Shylock in der christlich dominierten Gesellschaft des „Der Kaufmann von Venedig“ (Oktober 1600) auftreten. Kaufmann Antonio verschuldete sich beim jüdischen Kredithai Shylock, der im Gegensatz zu seiner üblichen Zinspraxis anbietet, auf Kreditzinsen zu verzichten. Als Ersatz verlangt er – scheinbar zum Spaß – im Falle von Rückzahlungsproblemen, dass Shylock Anspruch auf „ein Pfund Fleisch“ aus dem lebenden Körper des Antonios erheben darf.
Der argentinische Schriftsteller Agustín Cuzzani baute 1954 Shakespeares Stoff in seinem Theaterstück „Ein Pfund Fleisch“ (spanisch Una libra de carne) ein. Der von seinen verschiedenen Arbeitgebern rücksichtslos ausgebeutete und von seiner Frau wegen der finanziellen Misere verantwortlich gemachte Kaufmann Elfas Beluver fällt dem Kredithai Tomás Shylock García zum Opfer, der als Gläubiger unerbittlich so lange überhöhte Rückzahlungen einkassiert, wie es nur geht, um dann vor Gericht erbarmungslos das Fleisch seines Schuldners einzufordern.
Der zweite englische Ausdruck für den Kredithai (englisch gombeen-man) geht auf den irischen Kreditzins (irisch gaimbín) zurück, der im 19. Jahrhundert die Armen stark belastete. In Rotwelsch heißt ein Wucherer „Krawattenmacher“; als solcher wird hier auch ein Henker bezeichnet, denn die Krawatte ist die Umschreibung für einen Strick. Das Wort tauchte erstmals 1893 auf. In alten Dokumenten wird der Kredithai auch Karbatsch genannt; vermutlich deshalb, weil er leichtfertige säumige Zahler karbatschen (mit der Karbatsche schlagen) ließ.
Seit Juli 1893 stellte in Deutschland § 302a StGB a. F. wegen Wuchers unter Strafe, wer unter Ausbeutung der Notlage, des Leichtsinns oder der Unerfahrenheit wegen eines Darlehens sich oder einem Dritten Vermögensvorteile versprechen oder gewähren ließ, welche den üblichen Zinsfuß dergestalt überschritten, dass die Vermögensvorteile in auffälligem Missverhältnis zu der Leistung standen. Die Vorschrift entfiel im Juli 2017 durch das Gesetz zur Reform der strafrechtlichen Vermögensabschöpfung.
Als am 26. April 1963 die ZDF-Sendereihe Probe aufs Exempel unter dem Titel Wucher oder nicht Wucher eine Sendung ausstrahlte, mit der sie sich gegen Missstände auf dem Kreditmarkt wendete, wurde ein Unternehmen als „Kredithaie“ oder „Krawattenmacher“ tituliert. Hierbei kritisierte die Sendung an einem Beispiel das Geschäftsgebaren anhand des erwiesenen Wucherzinses; das wucherische Unternehmen verlor vor dem Bundesgerichtshof (BGH) die Klage wegen gewerbeschädigender Kritik, weil es sich um auf wahren Tatsachen beruhende Aussagen handelte. In einem anderen Fall sah das Bundesverfassungsgericht (BVerfG) den Ausdruck „Kredithai“ als von der Pressefreiheit gedeckt an. Die Warnung vor Kredithaien in den Printmedien unterliegt der Pressefreiheit und stellt keine herabsetzende Kritik am Gewerbezweig der Kreditvermittler dar.

## Erscheinungsformen
Als Kredithaie treten Privatpersonen oder auch Unternehmen in Erscheinung, die ihre Kredite als „Sofortkredite“ ohne besondere Kreditwürdigkeitsprüfung, ohne Schufa-Anfrage oder als Blankokredite anpreisen. Sie nutzen die Notlage und die Unwissenheit geschäftsunerfahrener oder finanziell bedrängter Bürger oder deren Schwellenangst aus. Die Geschäftsbezeichnung der Kredithaie reicht von „Finanzmakler“ bis hin zu Kreditvermittlern, die Kleinkredite zu Wucherzinsen vermitteln. Jedoch ist ein großer Teil der Finanzmakler oder Kreditvermittler seriös.
Auch bei Privatkrediten können private Kreditgeber als Kredithai auftreten, wenn es zur sittenwidrigen Knebelung des Kreditnehmers kommt.

## Kritik an Zielen und Methoden
Ziele und Methoden der Kredithaie stimmen mit denen der legalen Finanzmakler oder Kreditvermittler nicht überein. Der Kredit wird Kunden mit schlechter Bonität gewährt. Die Ausfallwahrscheinlichkeit bei der Kreditrückzahlung ist von Beginn an hoch. Die Kreditgeber arbeiten ohne Banklizenz der Bankenaufsicht (in Deutschland die BaFin) und damit illegal. Die Rückzahlung des vereinbarten Kredits einschließlich Zinsen stellt für die Kredithaie keine Priorität dar, die es eher auf Wucherzinsen, die Bestellung von Kreditsicherheiten und/oder auf die Unterdrückung der Kreditnehmer absehen. Den Kredithaien kommt es darauf an, die durch eine Kreditgewährung entstehenden Finanzierungskosten durch Bearbeitungsgebühren, Provisionen, Restschuldversicherungen und anderes mehr zu verschleiern. Da aber der größte Teil dieser Nebenkosten bei gewerbs- oder geschäftsmäßig tätigen Kredithaien gemäß § 16 PAngV in den effektiven Jahreszins einzubeziehen ist, kann der Verbraucher bei Vergleichen die wucherische Tendenz erkennen. Nicht immer wird nachzuweisen sein, dass der Kredithai eine Zwangslage bewusst ausgenutzt hat, um dem Kunden überhöhte Zinsen abzuverlangen. Kredithaie streben oft die Zusammenarbeit mit Inkassobüros an, wenn wegen der schwachen Bonität des Kreditnehmers ein Forderungsausfall droht. Bei der Eintreibung fälliger Ratenzahlungen oder Rückzahlungen wird mit illegalen Maßnahmen bis hin zur Gewalt gedroht. Illegales Kreditgeschäft steht oft auch im Zusammenhang mit organisierter Kriminalität.